# Municipio de Hendrum
El municipio de Hendrum (en inglés: Hendrum Township) es un municipio ubicado en el condado de Norman en el estado estadounidense de Minnesota. En el año 2010 tenía una población de 95 habitantes y una densidad poblacional de 0,87 personas por km².

## Geografía
El municipio de Hendrum se encuentra ubicado en las coordenadas 47°17′18″N 96°45′42″O / 47.28833, -96.76167. Según la Oficina del Censo de los Estados Unidos, el municipio tiene una superficie total de 108.67 km², de la cual 107,38 km² corresponden a tierra firme y (1,19 %) 1,29 km² es agua.

## Demografía
Según el censo de 2010, había 95 personas residiendo en el municipio de Hendrum. La densidad de población era de 0,87 hab./km². De los 95 habitantes, el municipio de Hendrum estaba compuesto por el 96,84 % blancos, el 2,11 % eran amerindios y el 1,05 % eran de una mezcla de razas. Del total de la población el 1,05 % eran hispanos o latinos de cualquier raza.